# Flensburgfjorden

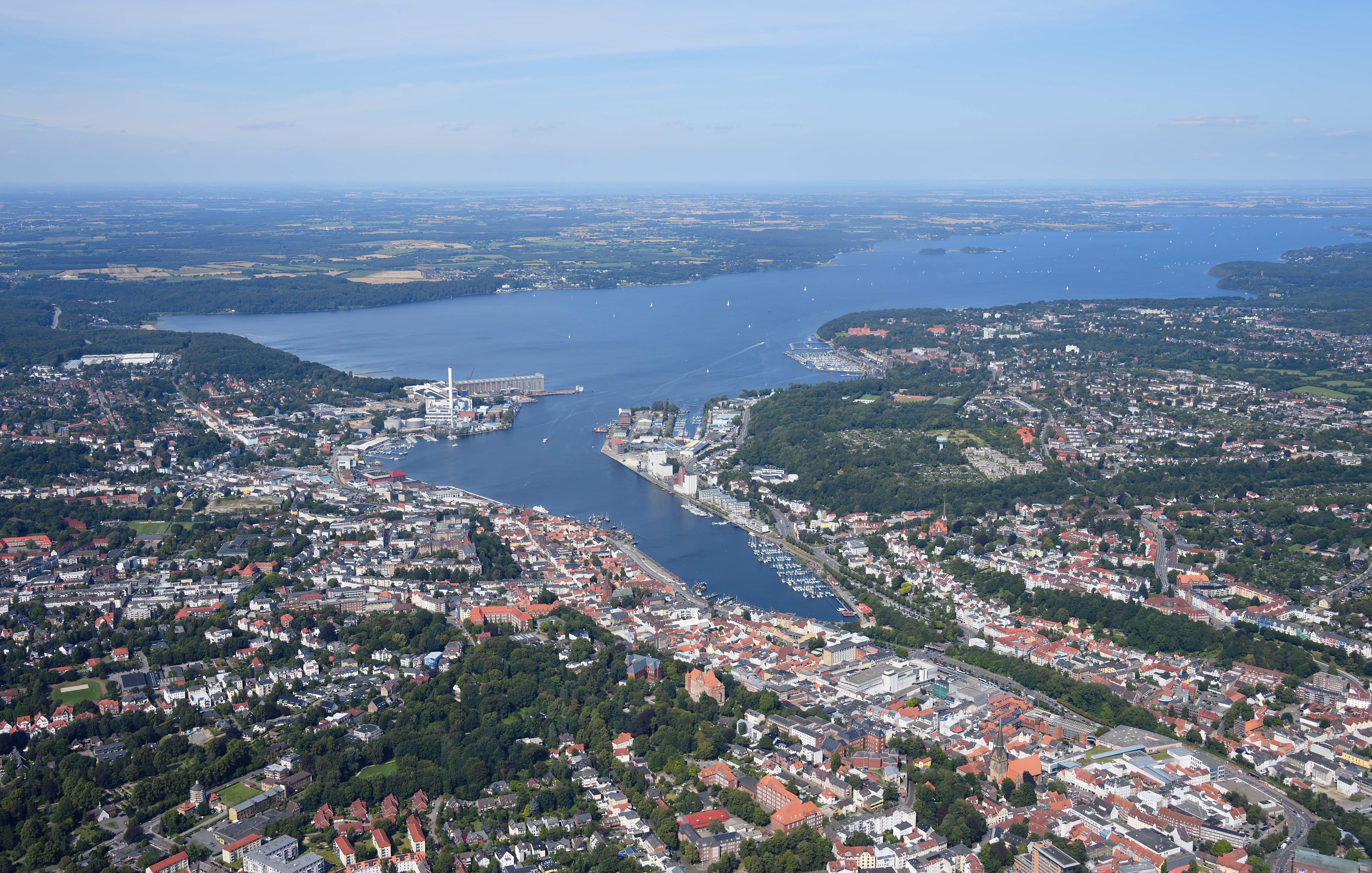
Flensborgsfjorden med Flensburg I förgrunden.

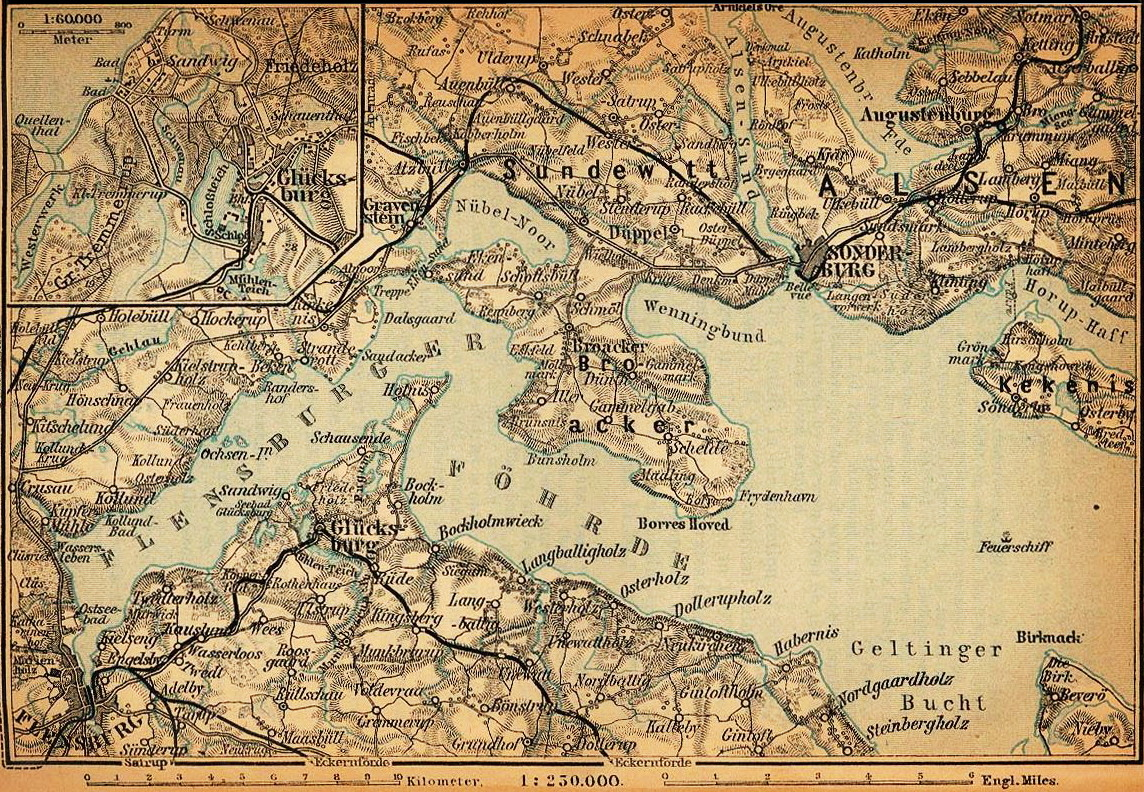
Flensburgfjorden omkring 1910.

Flensburgfjorden (tyska Flensburger Förde, danska Flensborg Fjord) är en fjord eller vik av Östersjön mellan Tyskland och Danmark. Längs inne i Flensburgfjorden ligger staden Flensburg som gav  viken sitt namn. Gränsen mellan Tyskland och Danmark går ungefär mitt i Flensburgfjorden.

## Geologi och geografi
Flensburgfjorden formades av en glaciärtunga under Weichsel-istiden för cirka 120 000 till 10 000 år sedan. Längs stränderna återfinns motsvarande botten- och ändmoräner.
Flensburgfjorden är mellan 40 och 50 kilometer lång och uppdelad i en inre och yttre del. Gränsen bilder halvön Holnäs  vid Glücksburg. Strax öster om Geltingerbukten, som är en av Flensburgfjordens bukter, vidtar Östersjön och Kielbukten (mot söder) respektive Lilla Bält (mot norr). Största bukten är Sønderborg Bugt på danska sidan. Största städer är Flensburg och Glücksburg på tyska sidan samt Sønderborg på danska sidan. Nuvarande gränsdragningen i Flensburgfjorden mellan Tyskland och Danmark fastställdes 1921 och är ett resultat av Folkomröstningen om Slesvig som hölls 1920.
Mellan 1876 och 1963 markerade olika fyrskepp både sandbanken Kalkgrund och den östra avslutningen av  Flensburgfjorden. Sedan 1963 finns här fyrtornet Kalkgrund. Andra fyrtorn längs Flensburgfjorden är fyren i Gammel Pøl, Kegnæs fyr och Holnis fyr.

## Bilder (tyska sidan)

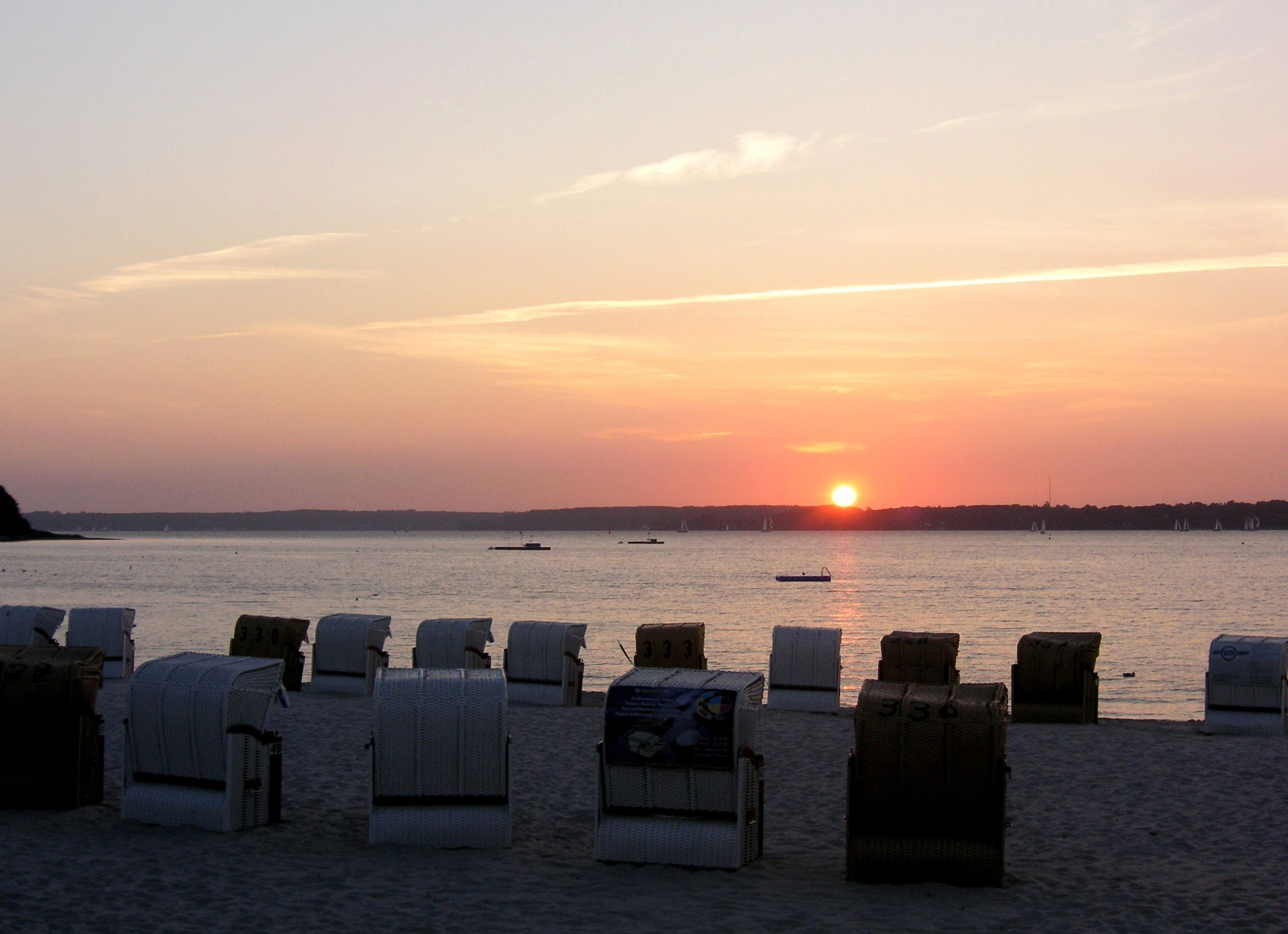
Vid Glücksburg
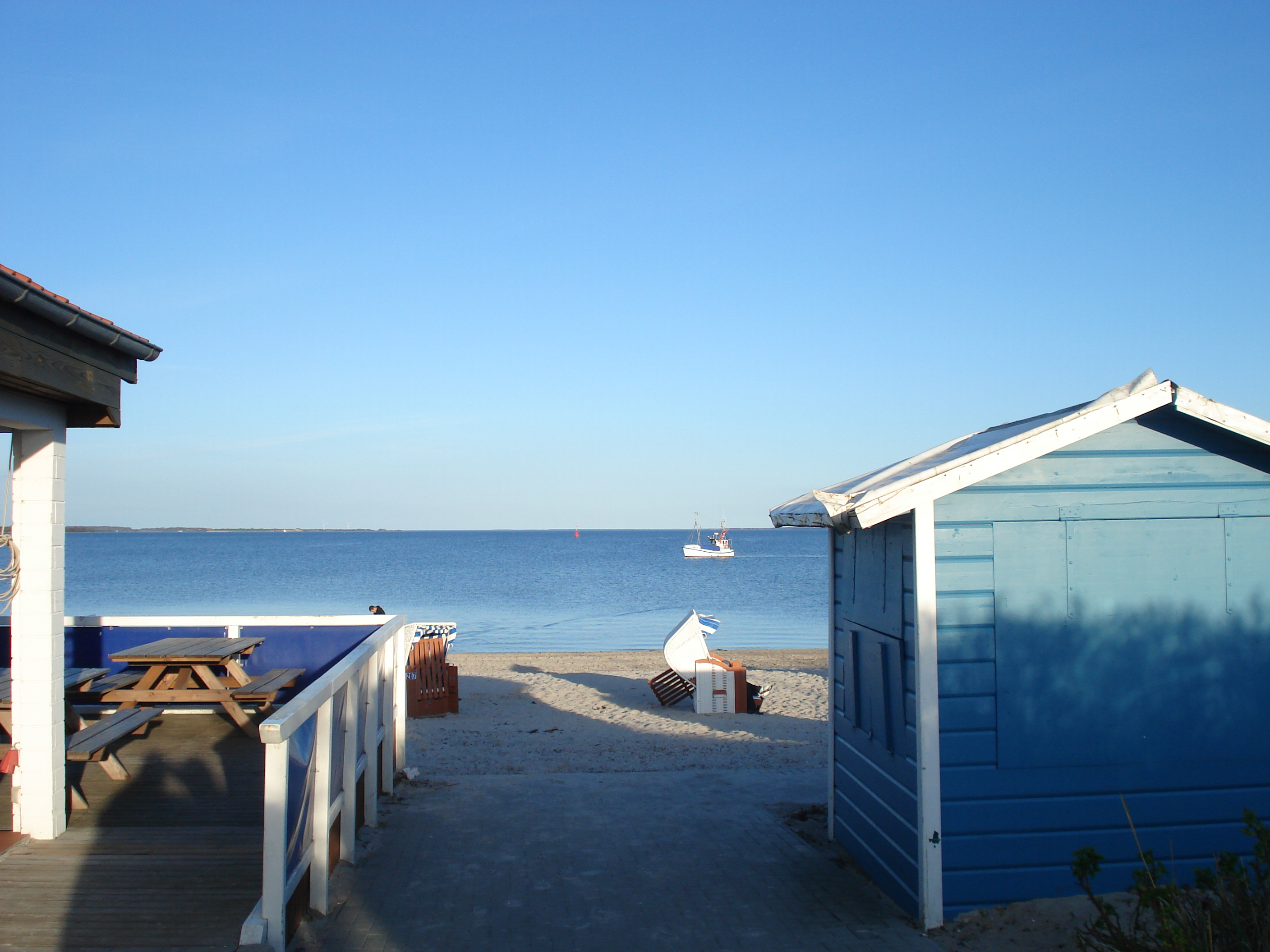
Vid Holnis
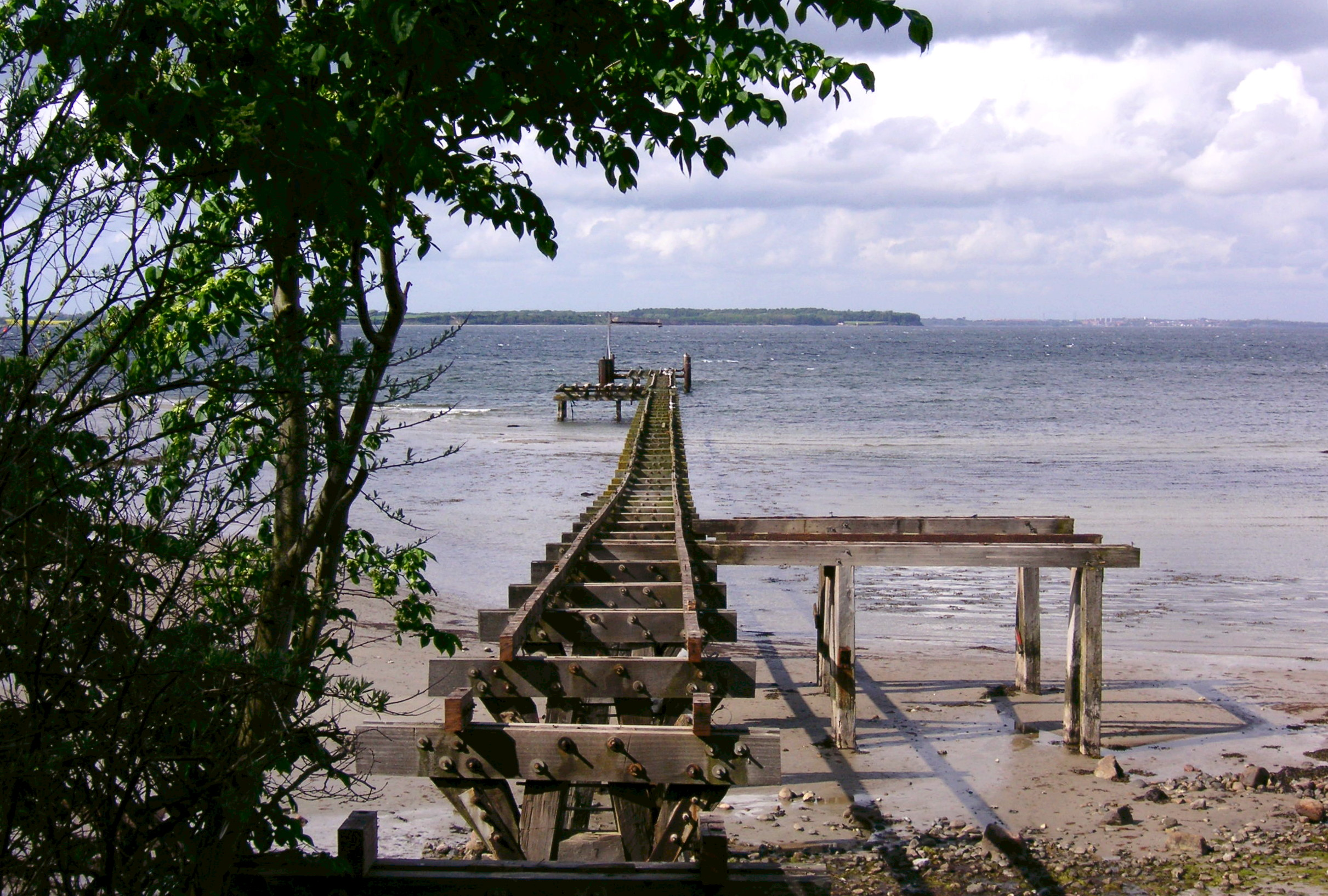
Vid Dollerup
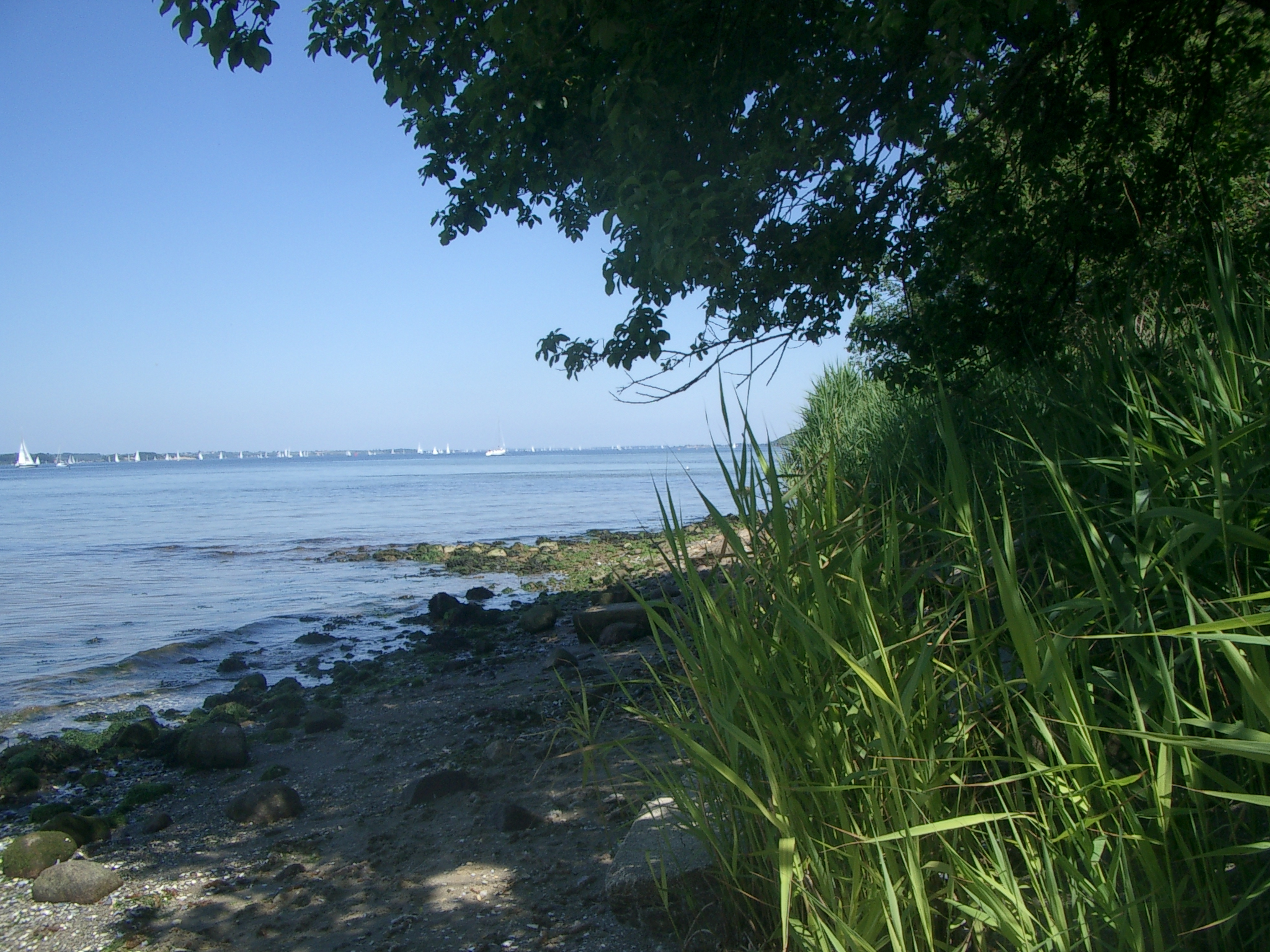
Naturstrand

## Bilder (danska sidan)

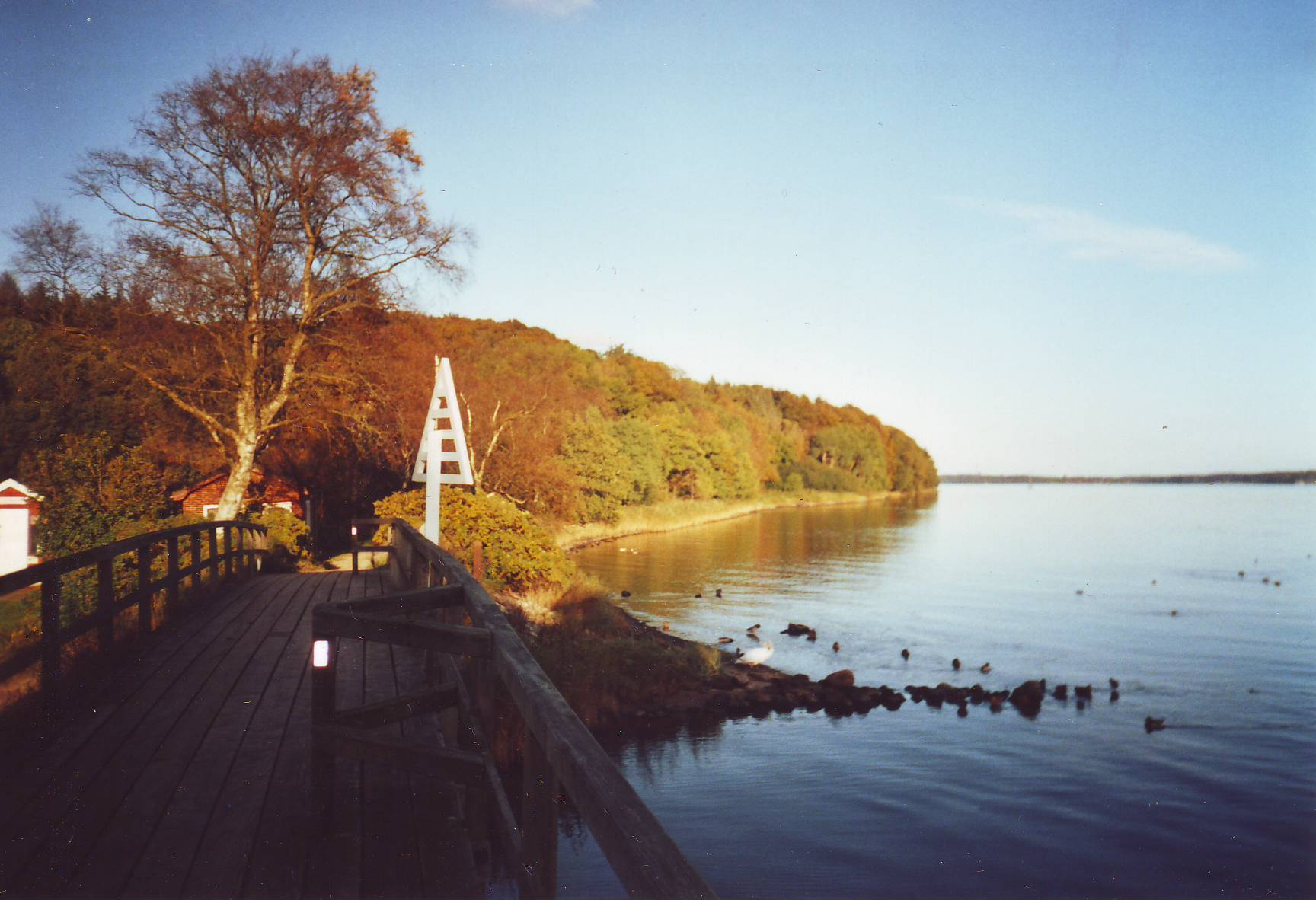
Vid Skomakarhus
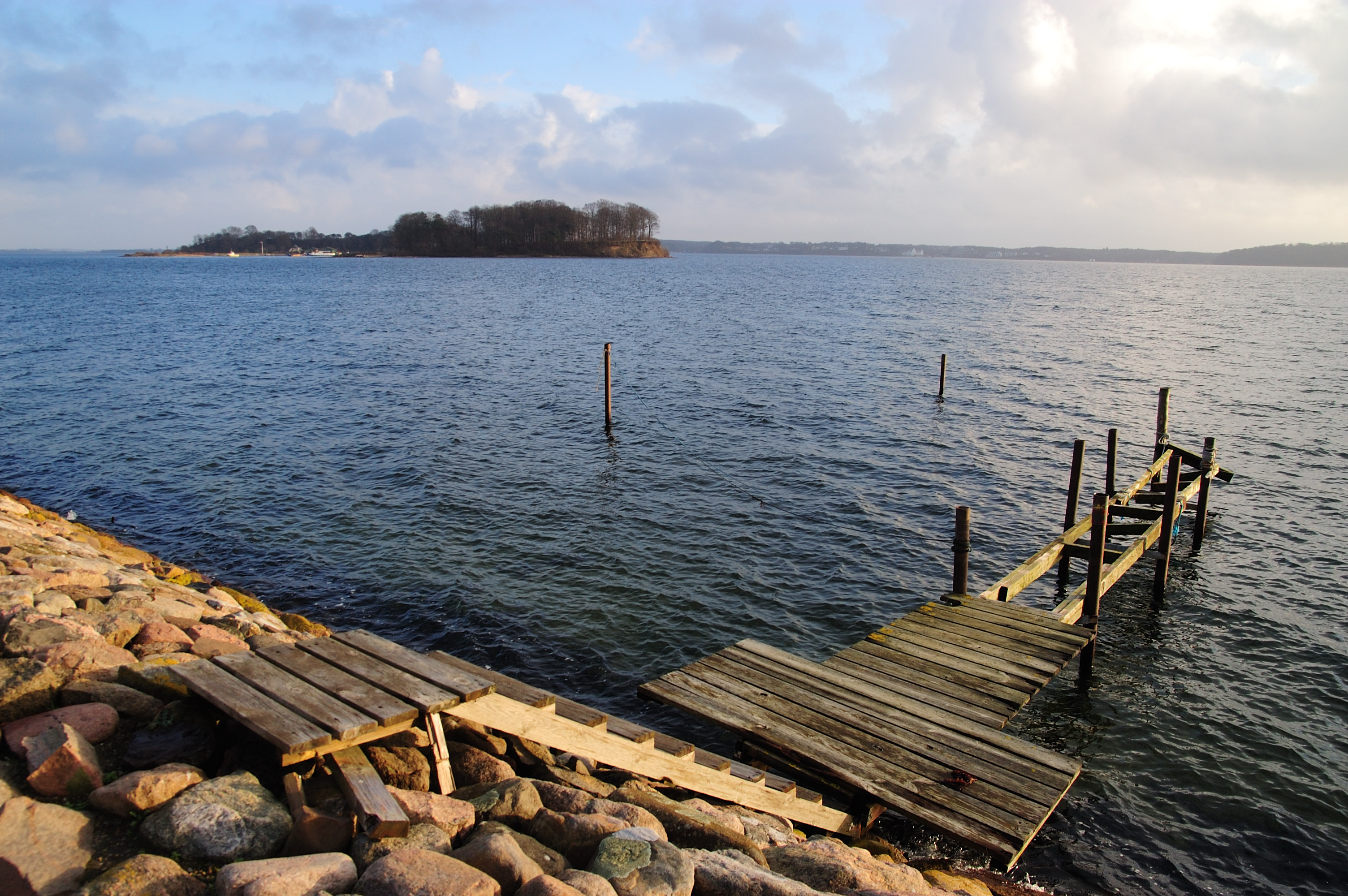
Vid Sønderhav
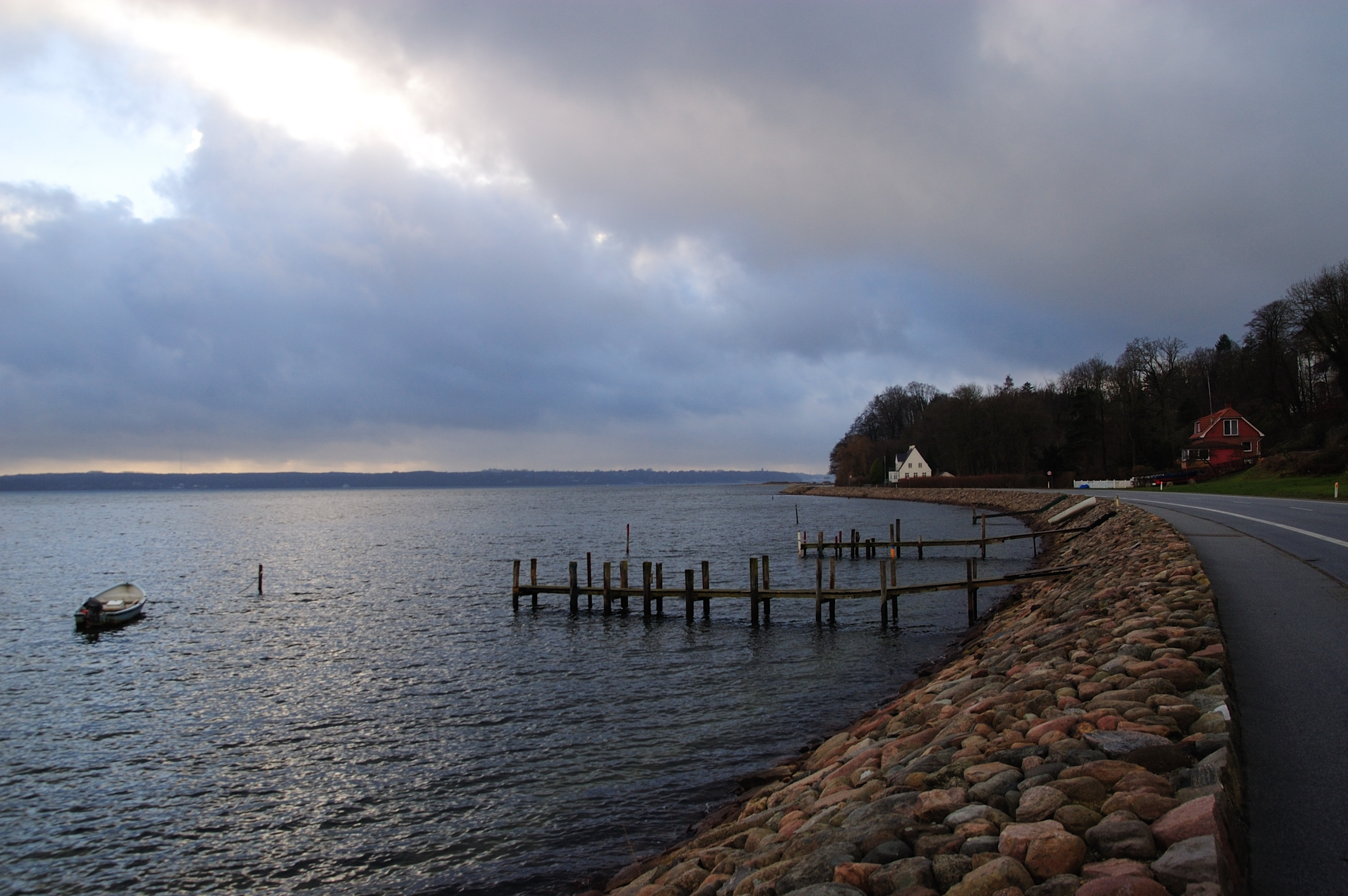
Vid Sønderhav
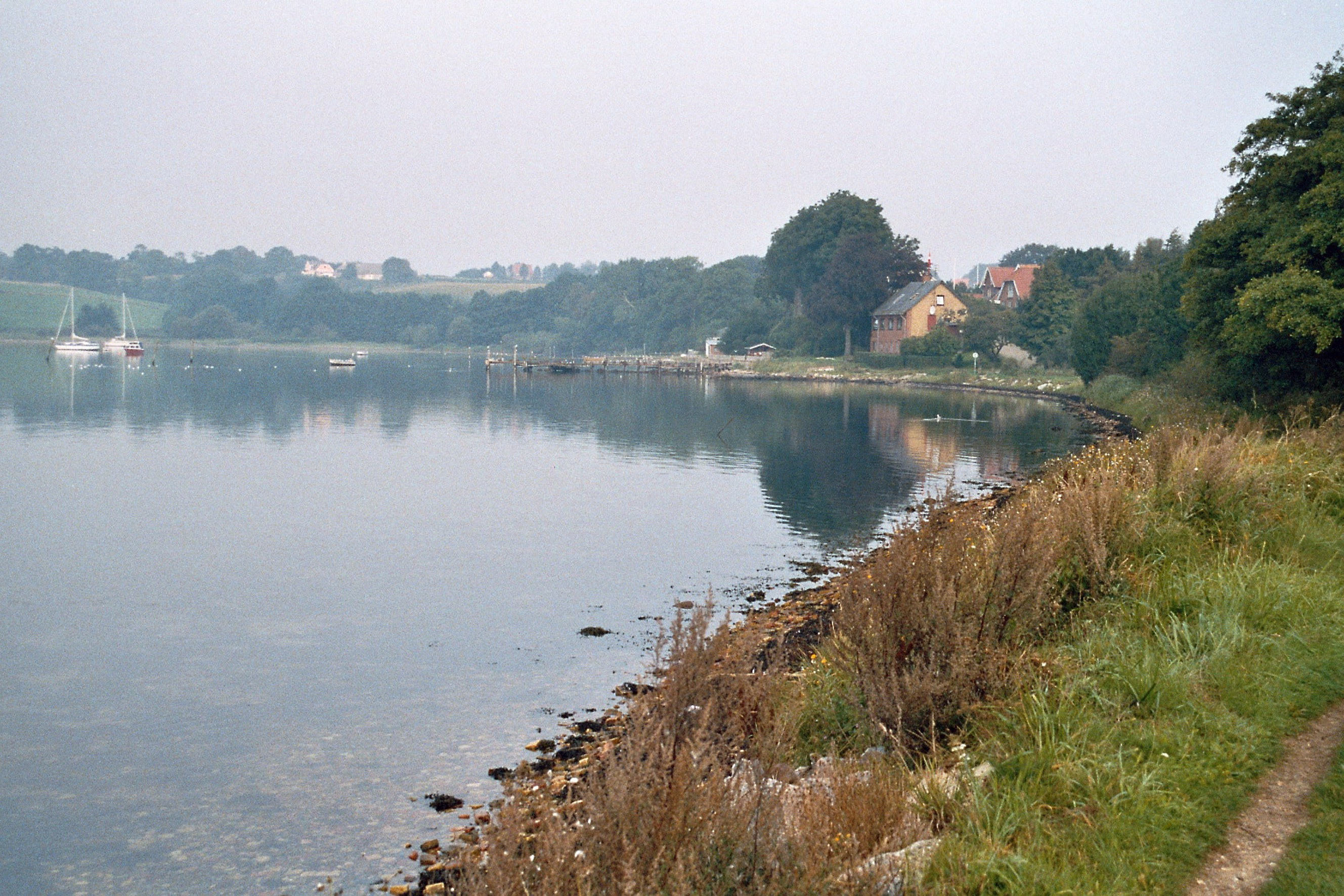
Vid Stranderød

## Fyrskepp och fyrtorn

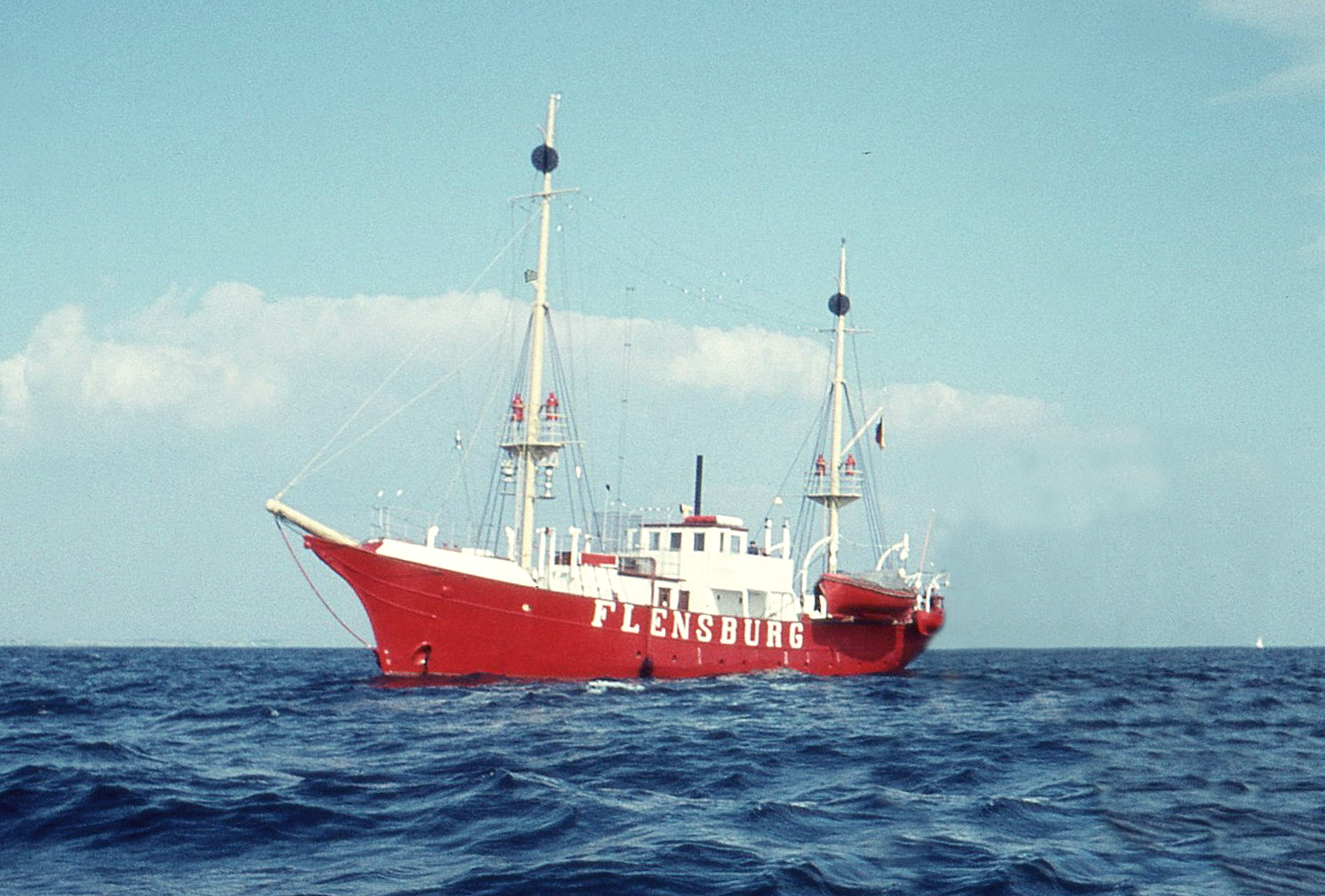
Fyrskepp Flensburg (t.o.m. 1963)
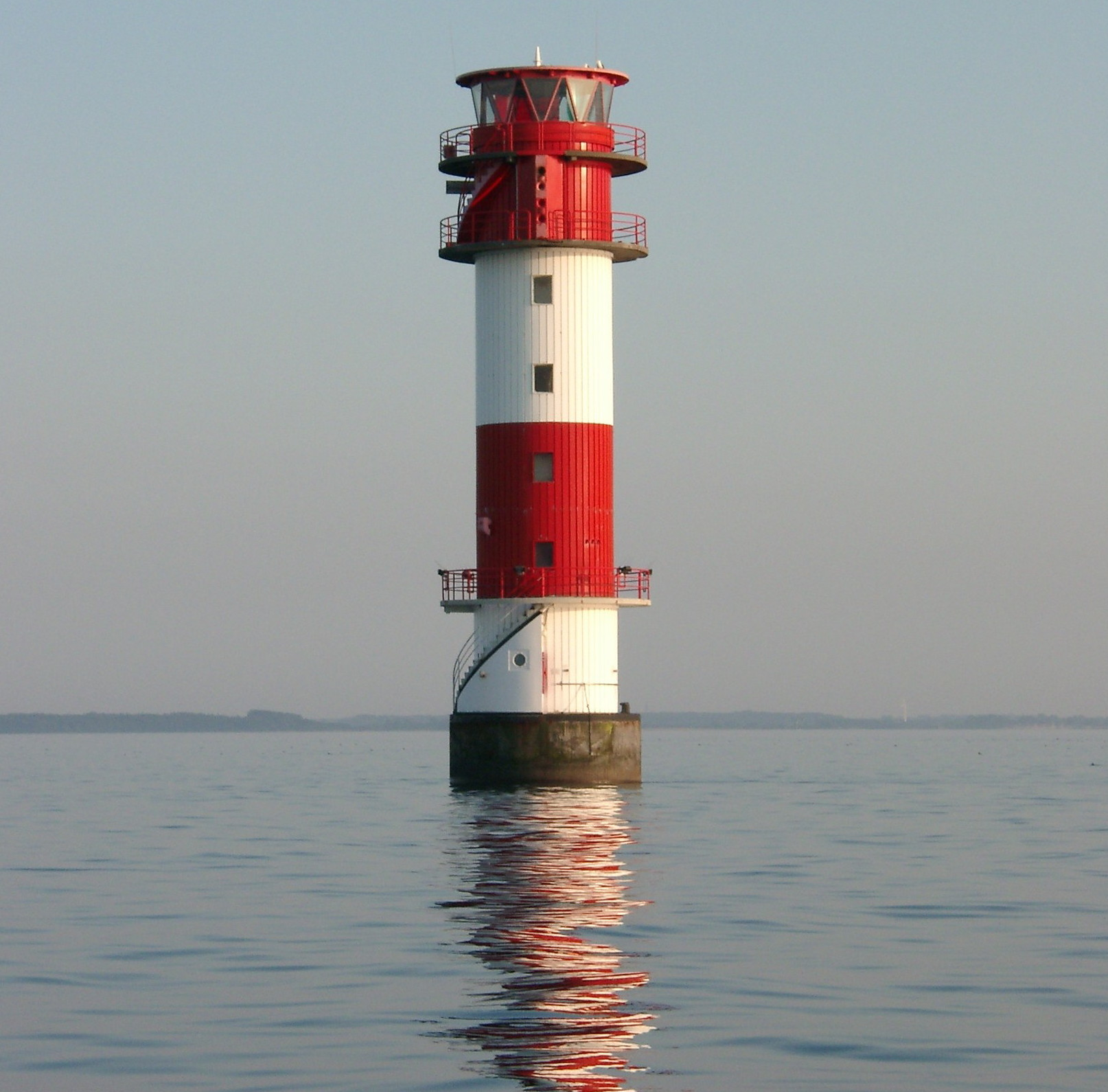
Kalkgund fyr (f.o.m. 1963)
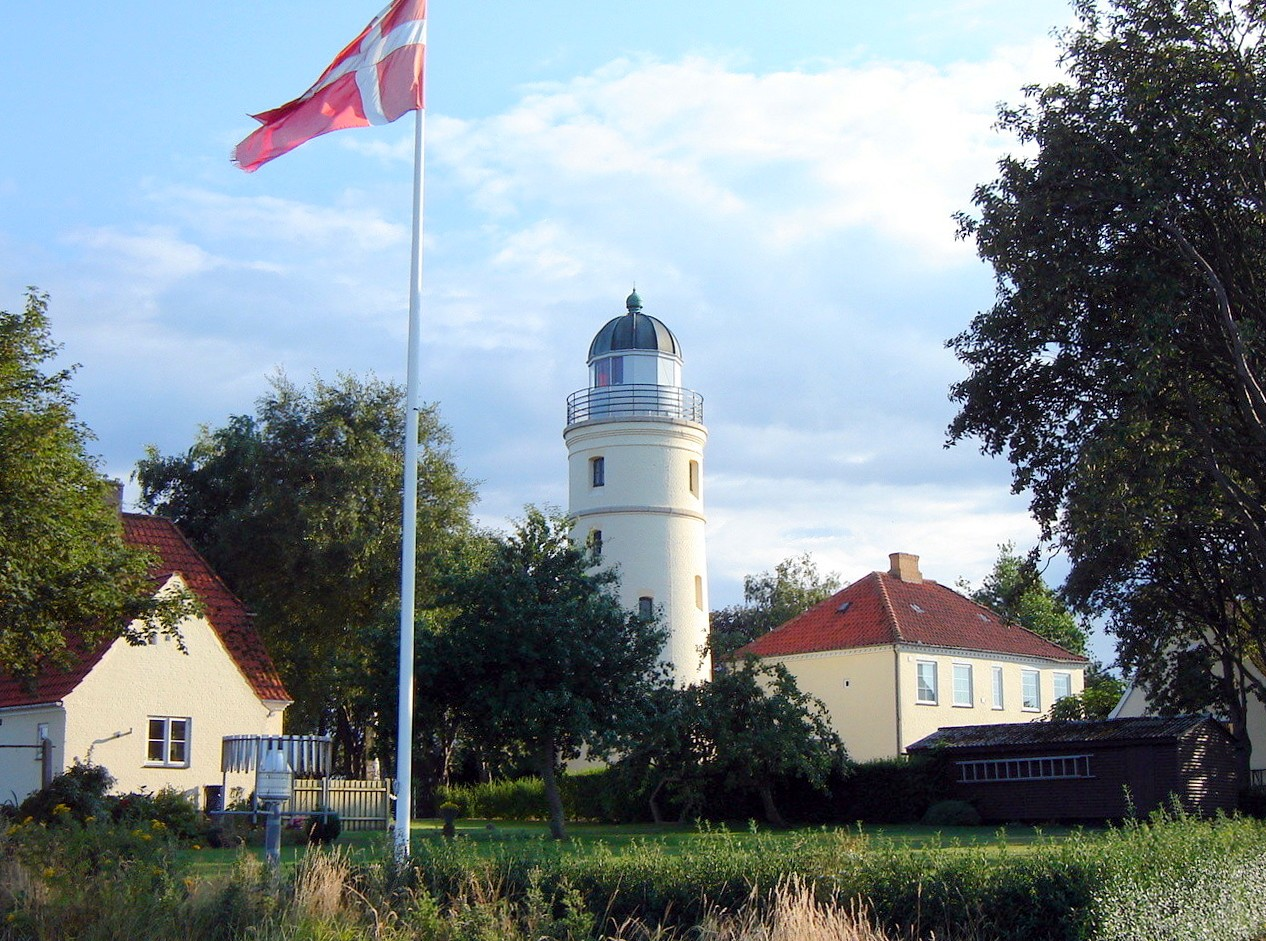
Kegnæs fyr
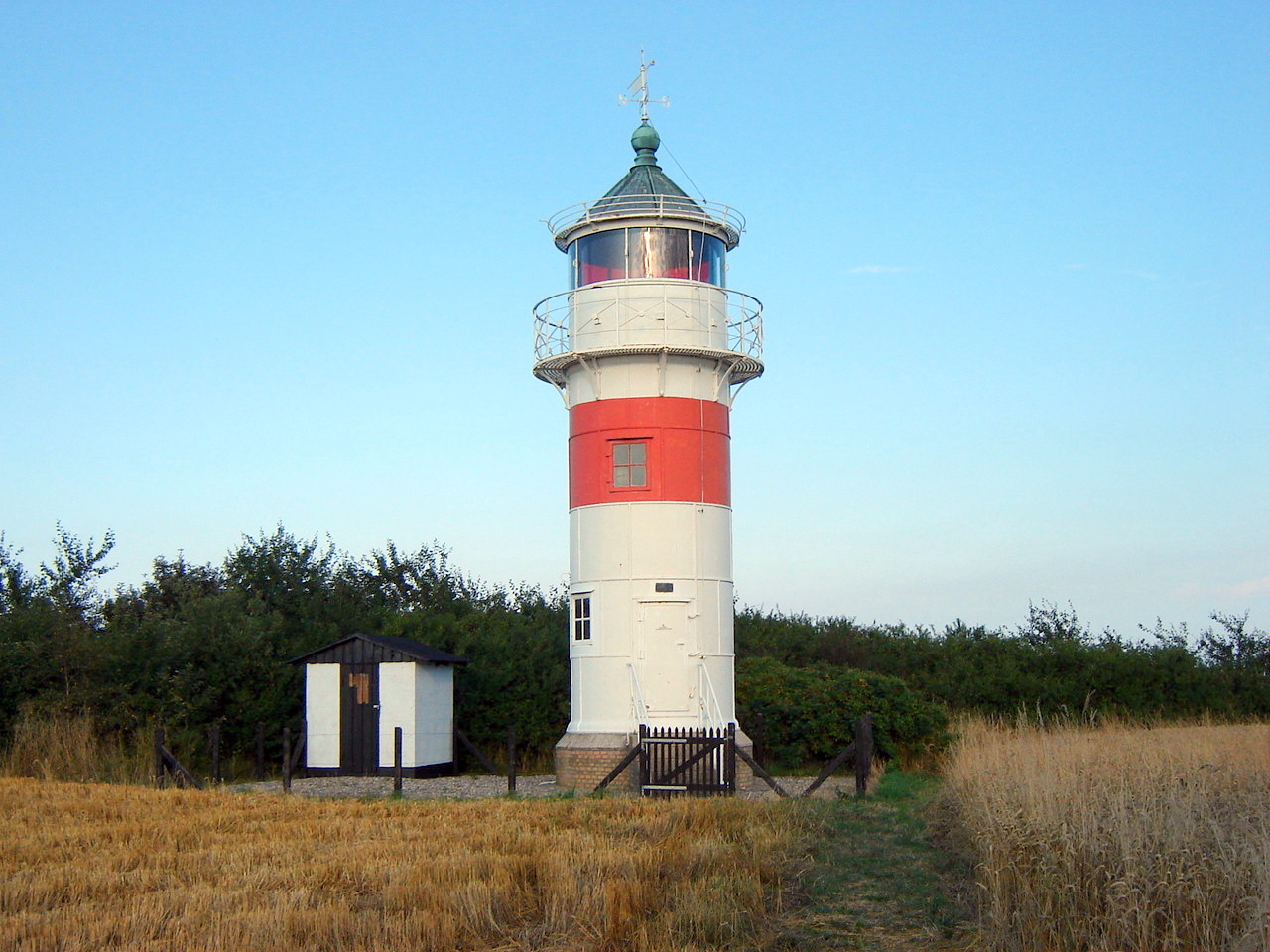
Gammel Pøl fyr